# فرنسيسكو فرنانديز كارفاغال
فرنسيسكو فرنانديز كارفاغال (بالإسبانية: Francisco Fernández Carvajal)‏ هو محامي وكاتب وقسيس إسباني، ولد في 24 يناير 1938 في ألبولوتي في إسبانيا.